# Lacour-d'Arcenay
Lacour-d'Arcenay este o comună în departamentul Côte-d'Or, Franța. În 2009 avea o populație de 130 de locuitori.

## Evoluția populației
| An        | 1975 | 1982 | 1990 | 1999 | 2006 | 2009 |
| --------- | ---- | ---- | ---- | ---- | ---- | ---- |
| Populație | 121  | 81   | 87   | 107  | 129  | 130  |